# Pratt County
Pratt County är ett administrativt område i delstaten Kansas, USA, med 9 656 invånare.  Den administrativa huvudorten (County Seat) är Pratt.

## Geografi
Enligt United States Census Bureau har countyt en total area på 1 906 km². 1 904 km² av den arean är land och 2 km² är vatten.

### Angränsande countyn
- Stafford County - norr
- Reno County - nordost
- Kingman County - öst
- Barber County - söder
- Kiowa County - väst
- Edwards County - nordväst

### Orter
- Byers
- Coats
- Cullison
- Iuka
- Pratt (huvudort)
- Preston
- Sawyer